# Stapleton Tower

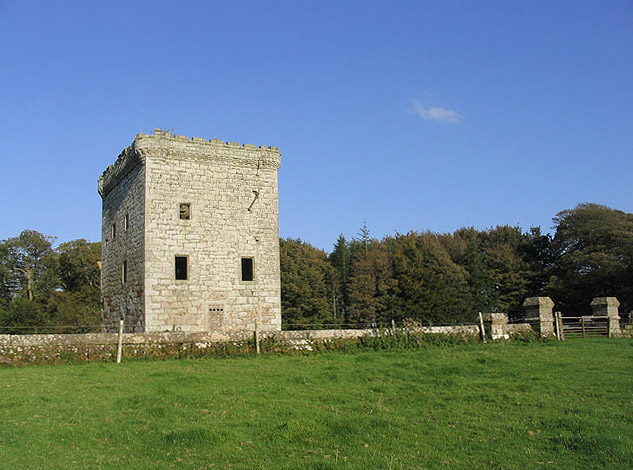
Stapleton Tower

Stapleton Tower ist ein Tower House nahe der schottischen Stadt Annan in der Council Area Dumfries and Galloway. 1971 wurde das Bauwerk in die schottischen Denkmallisten zunächst in der Kategorie B aufgenommen. Die Hochstufung in die höchste Denkmalkategorie A erfolgte 1987.

## Geschichte
Es war der Clan Irvine, der im 16. Jahrhundert den Wehrturm erbaute. Drei Jahrhunderte später wurde ein Herrenhaus hinzugefügt, in welches das Tower House integriert wurde. Hierzu waren Umgestaltungen vonnöten. In der Zeit nach dem Zweiten Weltkrieg wurde das Herrenhaus abgebrochen, Stapleton Tower blieb jedoch erhalten. Stapleton Tower ist heute nur noch als Ruine erhalten. 1997 wurde das Bauwerk in das Register gefährdeter denkmalgeschützter Bauwerk in Schottland aufgenommen. Sein Zustand wurde 2014 als Ruine, mit jedoch moderater Gefährdung auf Verschlechterung eingestuft.

## Beschreibung
Stapleton Tower liegt isoliert in einer hügeligen Landschaft rund vier Kilometer nordöstlich von Annan. Der Standort erlaubt eine gute Sicht über den Solway Firth. Sein bis zu 1,8 m mächtiges Mauerwerk besteht aus großen Bruchsteinblöcken, die grob zu Quadern behauen und zu einem unregelmäßigen Schichtenmauerwerk verbaut wurden. Der vierstöckige Wehrturm weist eine Grundfläche von 13 m × 8,3 m bei einer Höhe von 12,5 m auf.
Das ursprüngliche Eingangsportal an der Südseite ist segmentbögig mit ungewöhnlicher Laubornamentierung gestaltet. Ebenso wie die Türe stammt das Gittertor aus dem 19. Jahrhundert. Ein Fenster aus derselben Bauzeit wurde zwischenzeitlich mit Mauerwerk verschlossen. Ebenerdig sind mehrere schmale Schießscharten eingelassen. Eine weite horizontale Schießscharte befindet sich oberhalb der ornamentierten Platte oberhalb des Hauptportals. Schlitzfenster beleuchten den Treppenaufgang an der Südostkante. Die Fassaden schließen mit einer auskragenden Zinnenbewehrung, die möglicherweise im 19. Jahrhundert rekonstruiert wurde.